# Marek Stępień (szermierz)
Marek Stępień (ur. 1 czerwca 1964 w Kraśniku) – polski szermierz, olimpijczyk z Barcelony 1992.

## Życiorys
Karierę sportową rozpoczął jako pływak w klubie FKS Stal Kraśnik. W roku 1978 przeniósł się do Warszawy i zaczął uprawiać pięciobój nowoczesny w Legii Warszawa. W 1984 roku startował w mistrzostwach świata juniorów w pięcioboju nowoczesnym. Następnie startował jako szpadzista. Indywidualny mistrz Polski w latach 1989, 1990. Drużynowy mistrz Polski w roku 1991 wraz z kolegami z AZS-AWF Warszawa.
Uczestnik mistrzostw świata w Denver (1989), Lyonie (1990), Atenach (1994). Uczestnik mistrzostw Europy w roku 1991 w Wiedniu. Uczestnik letnich uniwersjad w Duisburgu (1989) i Sheffield (1991).
Na igrzyskach w Barcelonie wystartował w turnieju drużynowym szpadzistów (partnerami byli: Maciej Ciszewski, Witold Gadomski, Sławomir Nawrocki, Sławomir Zwierzyński). Polska drużyna zajęła 12. miejsce.

## Wykształcenie i praca zawodowa
W latach 1991–1997 pracował w Akademii Wychowania Fizycznego w Warszawie (ukończył tę uczelnię w 1992). Zajmował się także sportem paraolimpijskim, a jego zawodniczką była m.in. Jagoda Polasik. W 1997 wyjechał do Wielkiej Brytanii. Tam przez sześć lat pracował jako trener na University of Cambridge. Równocześnie nadzorował szkolenie w City of London School for Boys (1998–2007) oraz był instruktorem szermierki w Haverstock Fencing Club (1998–2006). W 2007 został zatrudniony przez Uniwersytet Notre Dame.